# Bevoegd gezag
In Nederland is het bevoegd gezag in een bepaalde zaak het bestuursorgaan dat bevoegd is omtrent die zaak besluiten te nemen of beschikkingen af te geven. De term wordt meestal gebruikt in een van de drie volgende betekenissen:
- de instantie die een vergunning mag afgeven (bijvoorbeeld op grond van de Wabo)
- het schoolbestuur van een onderwijsinstelling
- de instantie die bevoegd is om verkeersbesluiten te nemen

In alle gevallen moet het gaan om een lichaam dat 'met openbaar gezag bekleed' is (en daarmee een bestuursorgaan).

## Vergunningen
In Nederland heeft de overheid een aantal organen aangewezen als instanties met een controlerende functie.
De overheidsinstanties zijn:
- het Rijk,
- de provincies,
- de gemeentes,
- de waterschappen.

Bevoegdheden kunnen ook door gemeenten of provincies worden overgedragen, bijvoorbeeld aan een gemeenschappelijke regeling, zoals in het geval van de DCMR Milieudienst Rijnmond , een milieudienst van Zuid-Holland.

## Schoolbesturen
In het geval van openbaar onderwijs is het bevoegd gezag in principe het college van burgemeester en wethouders tenzij de gemeenteraad dit anders heeft bepaald. Bij bijzonder onderwijs gaat de instelling veelal uit van een stichting of vereniging.  Volgens de Wet op het Primair Onderwijs (WPO) is deze rechtspersoon (de vereniging of stichting) het bevoegd gezag.